# Alto Palancia
El Alto Palancia (en valenciano l'Alt Palància) es una comarca de la provincia de Castellón, Comunidad Valenciana (España). Situada en el interior de la provincia de Castellón, concretamente en torno a la parte alta del curso del río Palancia que la recorre en sentido NO-SE. La comarca está atravesada por el camino natural que une la ciudad de Valencia con Teruel, cuya capital es el municipio de Segorbe. Limita al norte con la comarca del Alto Mijares, al este con la Plana Baja y el Campo de Murviedro, al sur con Los Serranos y el Campo de Turia y al oeste con la comarca aragonesa de Gúdar-Javalambre. 
Así mismo, la comarca se encuentra ubicada dentro del ámbito lingüístico del castellano.

## Municipios
| Municipio            | Población (2024) | Superficie | Densidad |
| -------------------- | ---------------- | ---------- | -------- |
| Segorbe              | 9640             | 106,08     | 85,76    |
| Altura               | 3790             | 129,56     | 27,80    |
| Jérica               | 1726             | 78,28      | 19,91    |
| Viver                | 1680             | 49,93      | 31,48    |
| Soneja               | 1513             | 29,10      | 50,03    |
| Castellnovo          | 884              | 19,20      | 47,81    |
| Navajas              | 846              | 7,89       | 91,25    |
| Caudiel              | 722              | 62,38      | 10,56    |
| Geldo                | 651              | 0,56       | 1130,36  |
| Sot de Ferrer        | 498              | 8,64       | 47,34    |
| Bejís                | 400              | 42,35      | 8,76     |
| Azuébar              | 352              | 23,40      | 13,25    |
| Chóvar               | 312              | 18,31      | 15,73    |
| Vall de Almonacid    | 281              | 21,12      | 12,45    |
| Almedíjar            | 288              | 20,90      | 11,67    |
| Torás                | 268              | 16,78      | 13,83    |
| Teresa               | 231              | 19,89      | 12,42    |
| Algimia de Almonacid | 258              | 20,33      | 12,89    |
| El Toro              | 262              | 109,95     | 2,19     |
| Barracas             | 195              | 42,15      | 3,99     |
| Gaibiel              | 199              | 18,08      | 10,01    |
| Benafer              | 170              | 17,03      | 9,63     |
| Pina de Montalgrao   | 118              | 31,60      | 3,48     |
| Sacañet              | 77               | 30,50      | 2,03     |
| Matet                | 91               | 14,89      | 5,57     |
| Pavías               | 73               | 14,41      | 4,72     |
| Higueras             | 46               | 11,84      | 4,05     |
| Total                | 25 571           | 965,15     | 24,83    |

## Orografía
La comarca se encuentra situada en el dominio ibérico siendo un punto de transición entre los altiplanos turolenses y la llanura costera valenciana, por ello las máximas alturas se dan en el interior.
Se pueden distinguir cuatro unidades de relieve principales:
El valle del río Palancia Este río nace en la zona más occidental de la comarca, en la Sierra de El Toro, y la recorre en sentido noroeste-sureste. En la comarca se puede encontrar tanto el curso superior del río (desde su nacimiento en El Toro hasta la localidad de Navajas), como el medio (desde Navajas hasta Sot de Ferrer).
El páramo de El Toro-Barracas Esta zona se puede considerar como una prolongación geológica del altiplano del sur de la provincia de Teruel. Con una altura de 950 a 1100 m se caracteriza por un clima frío y escasa población. En él se localiza al oeste la Sierra de El Toro prolongación de la sierra turolense de Javalambre, que cuenta con las máximas altitudes de la comarca con 1616 m en el puntal del Agrillar o 1581 en la Peña Salada. Al este del altiplano, en Pina de Montalgrao se sitúa la Sierra de la Espina, con el pico Santa Bárbara de 1404m. Prolongación natural de la cercana sierra de Espadán y vértice geodésico de 1º orden.
La sierra de Espadán Esta sierra, situada al norte del río Palancia sirve de línea divisoria entre la cuenca de este y la del río Mijares. Se caracteriza por sus suelos de rodeno y pierde altitud conforme se acerca al mar, siendo las máximas altitudes el Pico de la Rápita con 1106 m y el de Espadán con 1086 m.
La sierra Calderona Esta sierra se sitúa al sur del río Palancia, en su mayoría ocupa territorio de la provincia de Valencia si bien sus máximas alturas se encuentran en esta comarca con picos como el Montemayor (1015 m).

## Clima
En la comarca se presenta un clima mediterráneo si bien existen zonas en que este se encuentra modificado tanto por la altura como por la lejanía del mar lo que le otorga un cierto matiz continental. En la zona baja del valle no son frecuentes las nevadas, aunque sí las heladas, y conforme vamos ascendiendo de altitud empiezan a ser más frecuentes dichos fenómenos hasta el punto de que la sierra de El Toro suele ser una de las primeras zonas del territorio valenciano en ver la nieve.

## Economía
La economía de la comarca ha estado basada en la agricultura de secano (a pesar de existir importantes zonas de regadío en la parte baja del valle) lo que ha hecho que por su poca rentabilidad haya sufrido un proceso de despoblación a lo largo del siglo XX atenuado en los últimos años por la llegada de inmigrantes de otros países.

## Lengua
La población actual es de habla castellana, de la variedad del español denominada castellano oriental, que tiene como base fundamental el navarro-aragonés, extendido por Aragón, Valencia y Murcia a partir de la Reconquista. Algunos de sus municipios, sin embargo, fueron de lengua valenciana durante siglos, como atestiguan elementos de la toponimia y, sobre todo, los archivos de la Sede segorbina. La generalización del castellano en la comarca fue, en todo caso, muy posterior a la repoblación establecida a raíz de la expulsión de los moriscos de 1609 (la carta de población de Soneja y Azuébar, por ejemplo, fue redactada en valenciano, como valencianos son muchos nombres y apellidos que en ella se recogen). Hoy en día, a sus habitantes aún se los conoce, junto con los de la Hoya de Buñol y Los Serranos, con el mote de "churros".

## Comarca Histórica
El nombre histórico del Alto Palancia es el de Valle de Segorbe, al cual también pertenecían los municipios de Villanueva de Viver, y Fuente la Reina (actualmente en el Alto Mijares). Esta antigua delimitación aparece en el mapa de comarcas de Emili Beüt "Comarques naturals del Regne de València" publicado en el año 1934. La primera vez que aparece el Alto Palancia como tal, fue en la propuesta comarcal de Joan Soler i Riber, y además, incluía el municipio de Alcublas.

## Medio ambiente y Tiempo libre
Por sus características montañosas y la baja densidad de población el medio natural es muy importante, hasta el punto de existir dos parques naturales declarados por la Generalidad Valenciana, la Sierra de Espadán y la Sierra Calderona y cuatro parajes naturales municipales como la Dehesa de Soneja, el Pozo Junco, Peñaescabiay el monte la Esperanza
La comarca está cruzada en dirección noroeste-sureste por la vía verde de Ojos Negros.
Existen además, enclaves turísticos, como son la Cartuja de Vall de Cristo y el Santuario de la Cueva Santa, sitos ambos en la población de la Altura.

## Gastronomía
El Alto Palancia se caracteriza por tener una gastronomía de transición entre la valenciana y la aragonesa. Es una cocina sencilla basada en la calidad de las materias primas.
Sin duda los productos más importantes son los de origen animal destacando embutidos como la longaniza, el chorizo, la morcilla (de arroz, de cebolla o de pan) o la güeña, el jamón o la carne de cordero. 
Los productos de origen vegetal son muy importantes destacando el aceite de la sierra de Espadán, obtenido a partir de la variedad serrana, autóctona de la comarca, que tiene justa fama desde época medieval y está en trámites de obtener la denominación de origen o las frutas que se obtienen en los regadíos del valle medio como las cerezas, nísperos, caquis o manzanas. Los platos más típicos además de la paella son el arroz al horno, el empedrao, el arroz con acelgas y sobre todo las diversas ollas.
En cuanto a los postres, son de destacar los pasteles de boniato o de cabello de ángel, rosigones, tortas cristina, torta de manzana y los rollitos de anís o huevo.